# Carvium
Carvium war ein römisches Grenzkastell am Niedergermanischen Limes.

## Lage
Der durch Rheinüberflutungen und -unterspülungen inzwischen abgegangene Garnisonsplatz befand sich am Ufer des Flusses, knapp drei Kilometer südöstlich der Stelle, an der sich die Waal vom Rhein abspaltet. Hier überschritt die Limesstraße den Fluss, was möglicherweise der Grund war, an dieser Stelle ein Kastell zu errichten. Im heutigen siedlungsgeographischen Bild lag das Lager auf dem Gebiet der niederländischen Gemeinde Zevenaar, in der Provinz Gelderland.

## Geschichte und Befunde

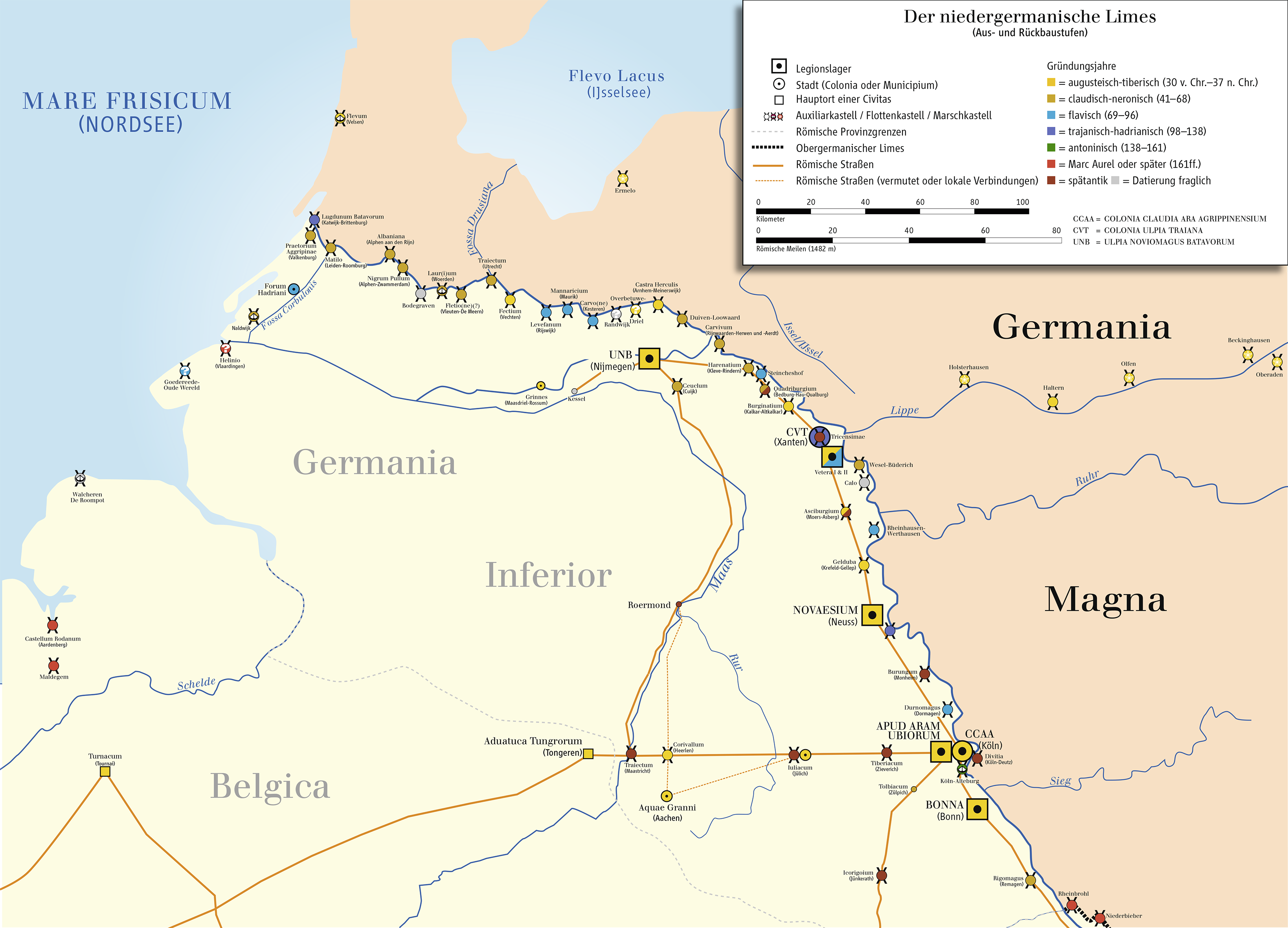
Lage von Carvium am Niedergermanischen Limes

Carvium war ein Kohortenkastell, das entweder noch unter Caligula ab dem Jahre 40 oder in frühclaudischer Zeit, möglicherweise während der Statthalterschaft des Gnaeus Domitius Corbulo ab dem Jahre 47, gegründet wurde. Belegt war das Kastell von der Cohors II civium Romanorum equitata pia fidelis („2. teilberittene Kohorte römischer Bürger mit den Beinamen die Fromme, die Treue“). Das Kastell bestand bis zu seiner Zerstörung infolge eines Frankeneinfalls im Jahr 275 unter derselben Besatzung. Es wurde aber möglicherweise in spätantiker Zeit, im vierten Jahrhundert, noch einmal neu errichtet. Die Befunde wurden durch den mäandernden Fluss vermutlich gänzlich weggespült. Nur durch das seit 1938 vornehmlich bei Baggerarbeiten im Polder „De Bijland“ zu Tage getretene, relativ hohe und eindeutige Fundaufkommen (Militärische Ausrüstungsgegenstände, Baufragmente) konnte das Lager zwischen den Dörfern Herwen (worin der antike Name Carvium überlebt hat) und Aerdt lokalisiert und datiert werden. Die Zusammensetzung des Fundmaterials weist auch auf die mögliche Existenz einer zivilen Siedlung (Vicus) hin, die aber archäologisch ebenfalls nicht nachgewiesen werden konnte.
Unweit des Kastells muss sich ein Damm (moles) befunden haben, worauf die Inschrift auf dem Grabstein eines dort bestatteten Legionärs hinweist:
M(arcus) Mallius
M(arci) f(ilius) Galer(ia) Genua
mile(s) leg(ionis) I |(centuria) Rusonis
anno(rum) XXXV stip(endiorum) XVI
Carvio ad molem
sepultus est ex test(amento)
heredes duo f(aciendum) c(uraverunt)
Übersetzung: „Marcus Mallius, Sohn des Marcus, aus der Tribus Galeria, aus Genua, Soldat der 1. Legion, aus der Zenturie des Ruso, 35 Jahre alt, 16 Dienstjahre, ist in Carvium am Damm bestattet. Gemäß seinem Testament haben seine beiden Erben diesen Grabstein errichtet.“ Der Grabstein befindet sich heute im Museum Het Valkhof in Nijmegen.
Auch bei Tacitus findet dieser Damm Erwähnung. Er wurde vermutlich unter Drusus im Zusammenhang mit der Errichtung der Fossa Drusiana erbaut und war von einer gewissen strategischen Bedeutung, da durch die Waalquerung der Limesstraße eine direkte Verbindung nach Ulpia Noviomagus Batavorum (Nijmegen) zu Stande kam.
Aktuell existieren Pläne, das Kastell unter dem Namen Carvium Novum zu rekonstruieren.